# III liiga
De III liiga is het vijfde niveau van het voetbal in Estland. De competitie vond voor het eerst plaats in 1995 en duurt van begin april tot en met eind oktober. Deze competitie bestaat uit de volgende verschillende poules: noord (pőhi), oost (ida), zuid (lõuna) en west (lääs). In het seizoen van 2024 zijn er 43 clubs actief in deze competitie. Naast de gebruikelijke clubs spelen er veel beloften ploegen in deze competitie. Dit zijn de tweede of derde teams van ploegen die in de Meistriliiga, Esiliiga of Esiliiga B spelen. 